# Blood+
Blood+ (gestileerd als BLOOD+) is een Japanse animeserie, gebaseerd op de animefilm Blood: The Last Vampire uit 2000. Een tweede serie uit dezelfde franchise, kwam in 2011 uit met de titl Blood-C.

## Verhaal
De serie volgt het verhaal van Saya Otonashi, een meisje dat een normaal leven leidt met haar adoptiegezin, lijdt aan geheugenverlies en zich haar jeugd niet kan herinneren. Ze ontmoet monsters met bijna menselijke trekken en bij de eerste botsingen met hen wordt de adoptievader gedood. Hagi, een jongen met een mysterieus verleden die door een diepe band met het meisje lijkt te zijn verbonden, zal haar helpen herinneren aan haar verleden. Saya ontdekt eerst dat ze een soort bijna onsterfelijke vampier is en dat haar bloed in staat is om de steeds vaker verschijnende monsters te doden.
Een Amerikaans team benadert haar en voegt zich bij haar in de strijd tegen deze monsters, maar Saya verliest soms de controle en doodt ze bijna. Later ontdekt ze zelfs dat ze al honderden jaren leeft en dat ze een gruwelijke moordenaar was. Nu, na jarenlang bij familie en vrienden te hebben gewoond die haar oprechte genegenheid toonden, ontkent ze het verleden en probeert ze zichzelf elke keer onder controle te houden.
Gezien haar bijzondere kracht wordt ze gecontacteerd door het Red Shield, een groep Amerikaanse soldaten die al een tijdje vechten tegen de Chiropterans, gemaakt door een mysterieuze organisatie die in de schaduw opereert. Saya doet daarom alsof ze een normaal meisje is en gaat een instelling binnen waar de Phantom ronddwaalt, een wezen dat denkt dat hij de leiding heeft over de monsters. Later ontdekt ze ook dat ze een tweelingzus heeft, Diva genaamd, die haar zal vragen zich bij haar aan te sluiten om een soort superieur ras te creëren.

## Stemverdeling
| Naam personage      | Stemacteur (Japans) | Stemacteur (Engels) |
| Protagonisten       | Protagonisten       | Protagonisten       |
| ------------------- | ------------------- | ------------------- |
| Saya Otonashi       | Eri Kitamura        | Kari Wahlgren       |
| Hagi                | Katsuyuki Konishi   | Crispin Freeman     |
| Kai Miyagusuku      | Hiroyuki Yoshino    | Benjamin Diskin     |
| David               | Jūrōta Kosugi       | Christopher Nissley |
| Antagonisten        |                     |                     |
| Diva                | Akiko Yajima        | Kari Wahlgren       |
| Amshel Goldsmith    | Joji Nakata         | Wally Wingert       |
| Solomon Goldsmith   | Koji Tsujitani      | Dave Wittenberg     |
| Karl Fei-Ong        | Nozomu Sasaki       | Quinton Flynn       |
| James Ironside      | Toru Okawa          | David Rasner        |
| Nathan Mahler       | Keiji Fujiwara      | Wally Wingert       |
| Bijrollen           |                     |                     |
| George Miyagusuku   | Hōchū Ōtsuka        | Wally Wingert       |
| Riku Miyagusuku     | Akiko Yajima        | Kamali Minter       |
| Mao Jahana          | Ami Koshimizu       | Olivia Hack         |
| Julia Silverstein   | Yuko Kaida          | Abby Craden         |
| Lewis               | Takashi Nagasako    | David Rasner        |
| Van Argiano         | Junichi Suwabe      | Crispin Freeman     |
| Akihiro Okamura     | Kentaro Ito         | David Rasner        |
| Joel Goldschmidt VI | Akira Ishida        | Crispin Freeman     |
| Aston Collins       | Hideyuki Umezu      | Steven Blum         |
| Moses               | Naoki Yanagi        | Steven Blum         |
| Karman              | Kenji Nojima        | Dave Wittenberg     |
| Lulu                | Chiwa Saito         | Lara Jill Miller    |
| Irène               | Megumi Toyoguchi    | Olivia Hack         |
| Forrest             | You Kitazawa        | Crispin Freeman     |
| Hibiki Otonashi     | Akiko Yajima        | Laura Jill Miller   |
| Kanade Otonashi     | Eri Kitamura        | Amber Hood          |

## Afleveringen
| Aflevering    | Titel (Engels)                            | Originele uitzenddatum |
| ------------- | ----------------------------------------- | ---------------------- |
| Aflevering 01 | First Kiss                                | 8 oktober 2005         |
| Aflevering 02 | Magic Words                               | 15 oktober 2005        |
| Aflevering 03 | The Place Where It All Started            | 22 oktober 2005        |
| Aflevering 04 | Dangerous Boy                             | 29 Oktober 2005        |
| Aflevering 05 | Toward the Dark Forest                    | 5 november 2005        |
| Aflevering 06 | Father's Hand                             | 12 november 2005       |
| Aflevering 07 | I Must Do It                              | 19 november 2005       |
| Aflevering 08 | Phantom of the School                     | 26 november 2005       |
| Aflevering 09 | Rainbow for Each                          | 3 december 2005        |
| Aflevering 10 | I Want to See You                         | 10 december 2005       |
| Aflevering 11 | After the Dance                           | 17 december 2005       |
| Aflevering 12 | Lured by the White Mist                   | 24 december 2005       |
| Aflevering 13 | Jungle Paradise                           | 7 januari 2006         |
| Aflevering 14 | The Last Sunday                           | 14 januari 2006        |
| Aflevering 15 | I Want to Pursue                          | 21 januari 2006        |
| Aflevering 16 | Siberian Express                          | 28 januari 2006        |
| Aflevering 17 | Do you Remember the Promise?              | 4 februari 2006        |
| Aflevering 18 | Moon Over Ekaterinburg                    | 11 februari 2006       |
| Aflevering 19 | Broken Heart                              | 18 februari 2006       |
| Aflevering 20 | Chevaliers                                | 25 februari 2006       |
| Aflevering 21 | Sour Grapes                               | 4 Maart 2006           |
| Aflevering 22 | The Zoo                                   | 11 Maart 2006          |
| Aflevering 23 | Two Chevaliers                            | 18 Maart 2006          |
| Aflevering 24 | Airy Singing Voice                        | 25 Maart 2006          |
| Aflevering 25 | The Red Shield                            | 1 april 2006           |
| Aflevering 26 | Those Who Serve Saya                      | 8 april 2006           |
| Aflevering 27 | Paris, je t'aime                          | 15 april 2006          |
| Aflevering 28 | Limited Existence                         | 22 april 2006          |
| Aflevering 29 | Cursed Blood                              | 29 april 2006          |
| Aflevering 30 | Joel's Diary                              | 6 Mei 2006             |
| Aflevering 31 | Breaking Shield                           | 13 Mei 2006            |
| Aflevering 32 | A Boy Meets a Girl                        | 20 Mei 2006            |
| Aflevering 33 | The Power of Believing                    | 27 Mei 2006            |
| Aflevering 34 | The World Where We Exist                  | 3 juni 2006            |
| Aflevering 35 | Tomorrow Without Hope                     | 10 juni 2006           |
| Aflevering 36 | Mismatched Feelings                       | 17 juni 2006           |
| Aflevering 37 | To a Level of Sheer Madness               | 24 juni 2006           |
| Aflevering 38 | Showdown Island                           | 1 juli 2006            |
| Aflevering 39 | Magic Words, Once More                    | 8 juli 2006            |
| Aflevering 40 | Dreams That Chevaliers Dream              | 15 juli 2006           |
| Aflevering 41 | Place Where I Belong                      | 22 juli 2006           |
| Aflevering 42 | Soprano of Miracles                       | 29 juli 2006           |
| Aflevering 43 | Confused Heart                            | 5 augustus 2006        |
| Aflevering 44 | Into the Light                            | 12 augustus 2006       |
| Aflevering 45 | Turn the Palm of Your Hand Toward the Sun | 19 augustus 2006       |
| Aflevering 46 | May Tomorrow Be a Clear Day               | 26 augustus 2006       |
| Aflevering 47 | Beyond All Blood                          | 2 september 2006       |
| Aflevering 48 | Skyscraper Opera                          | 9 september 2006       |
| Aflevering 49 | Two Queens                                | 16 september 2006      |
| Aflevering 50 | Nan-kuru-nai-sah                          | 23 september 2006      |

## Muziek
De soundtrack van de serie is gecomponeerd door Mark Mancina en geproduceerd door Hans Zimmer.
Daarnaast worden begintitels- en aftitelingsliedjes gebruikt door andere artiesten. Voor de begintitels werden vier titels gebruikt:
- "Aozora no Namida" (青空のナミダ) van Hitomi Takahashi
- "Seasons Call" van Hyde
- "Colors of The Heart" van Uverworld
- "Raion" (雷音) van Jinn

De credits werden ook gemarkeerd met vier titels:
- "Kataritsugu Koto" (語り継ぐこと) van Chitose Hajime
- "Cry No More" van Mika Nakashima
- "This Love" van Angela Aki
- "Brand New Map" van K